# Смирновка (Казахстан)
Смирно́вка (каз. Смирнов) — село у складі Карабалицького району Костанайської області Казахстану. Адміністративний центр Смирновського сільського округу.
Населення — 814 осіб (2021; 1071 у 2009, 1699 у 1999, 2027 у 1989).